# Макарена Гомес
Макарена Гомес Трансейра (ісп. Macarena Gómez Traseira; нар. 2 лютого 1978, Кордова) — іспанська актриса.

## Біографія
Народилася в Кордові, Іспанія, в 1978 році. Вивчала акторське мистецтво у Лондоні, в Rose Brudford College. Вперше у великому кіно з'явилася у фільмі жахів 2001 року «Дагон». З 2007 року грає постійну роль у телесеріалі каналу Telecinco «La que se avecina», а також знімається в рекламних роликах банківської групи Bankia. У 2008 році зіграла головну роль у фільмі «Сексуальна кіллерша», за яку отримала премію на кінофестивалі Fantasporto. За роль у фільмі 2014 року «Гніздо землерийки» була номінована на премію «Гойя» у номінації за кращу жіночу роль.
Макарена народила сина 3 квітня 2015 року. У 2016 році актриса дала єдине інтерв'ю російською мовою письменнику Денису Бушлатову, яке було опубліковано на сторінках журналу Darker.

## Вибрана фільмографія
- Дагон (2001)
- 20 сантиметрів (2005)
- Гаряче молоко (2005)
- Пекельний будинок (2006)
- Сексуальна кіллерша (2008)
- Вночі дощ припинився (2008)
- Страх (2010)
- Неонова плоть (2010)
- Вербо (2011)
- Зрештою всі помремо (2013)
- Відьми з Сугаррамурді (2013)
- Гніздо землерийки (2014)